# Ceamurlia de Sus
Ceamurlia de Sus – wieś w Rumunii, w okręgu Tulcza, w gminie Baia. W 2011 roku liczyła 829 mieszkańców.